# Lista dos campeões das copas estaduais do Brasil de 2017
A lista a seguir traz dados acerca dos campeonatos das Copas Estaduais de futebol realizadas no Brasil em 2017. Significados das colunas:
- Estado: nome do estado, listados em ordem alfabética.
- Copa do Brasil 2018: times classificados para a Copa do Brasil em sua edição de 2018.
- Série D 2018: times classificados para o Campeonato Brasileiro de Futebol - Série D em sua edição de 2018.
- Final: placares dos jogos finais ou, em caso de não ter havido final, a vantagem do campeão ao final do campeonato.

## Copas Estaduais
| Estado | Campeão/Artilheiro                                                                             | Vice-campeão     | Copa do Brasil 2018 | Série D 2018   | Final                                                                      |
| ------ | ---------------------------------------------------------------------------------------------- | ---------------- | ------------------- | -------------- | -------------------------------------------------------------------------- |
| CE     | Floresta (1º título) Felipe Lacerda (Floresta) 5 gols                                          | Fortaleza        | Floresta            | —              | Fortaleza 1 x 1 Floresta 1 x 1 Fortaleza                                   |
| ES     | Atlético Itapemirim (1º título) Edinho (Desportiva Ferroviária) 7 gols                         | Espírito Santo   | —                   | Espírito Santo | Espírito Santo 0 x 0 Atlético Itapemirim 1 x 1 Espírito Santo (Pen. 5 x 3) |
| MT     | União Rondonópolis (1º Título) Cleberson Tiarinha (Cuiabá) 6 gols                              | Cuiabá           | União Rondonópolis  | —              | União Rondonópolis 1 x 1 Cuiabá 0 x 0 União Rondonópolis (Pen. 0 x 2)      |
| PI     | 4 de Julho (1º título) Wagner Lauretti (4 de Julho), Davyson (River-PI) e Breno (Piauí) 6 gols | River-PI         | —                   | 4 de Julho     | River-PI 0 x 4 4 de Julho 0 x 4 River-PI                                   |
| PR     | Maringá (2º título) Alef (Maringá) 11 gols                                                     | Cascavel         | —                   | Maringá        | Cascavel 2 x 2 Maringá 3 x 1 Cascavel                                      |
| RJ     | Boavista-RJ (1º título) Felipe Augusto (Boavista-RJ) 5 gols                                    | Americano        | Boavista-RJ         | Americano      | Boavista-RJ 0 x 1 Americano 0 x 1 Boavista-RJ (Pen. 2 x 4)                 |
| RS     | São José-RS (1º título) Carlos França (Cruzeiro-RS) 7 gols                                     | Aimoré           | Aimoré              | São José-RS    | Aimoré 1 x 0 São José-RS 3 x 0 Aimoré                                      |
| SC     | Atlético Tubarão (1° título) Edu (Brusque) 8 gols                                              | Brusque          | Atlético Tubarão    | —              | Brusque 1 x 2 Atlético Tubarão 1 x 1 Brusque                               |
| SP     | Ferroviária (2° título) Léo Castro (Ferroviária) e Guilherme Queiróz (Portuguesa) 14 gols      | Inter de Limeira | Inter de Limeira    | Ferroviária    | Inter de Limeira 0 x 0 Ferroviária 2 x 2 Inter de Limeira (Pen. 7 x 6)     |

## Recopas Estaduais
| Campeonato                          | Final                                              | Final              | Final                                                         |
| Campeonato                          | Vencedor                                           | Placar             | Vice                                                          |
| ----------------------------------- | -------------------------------------------------- | ------------------ | ------------------------------------------------------------- |
| Recopa Gaúcha de 2017               | Internacional Campeão do Campeonato Gaúcho de 2016 | 1 – 1 (4 – 3 pen.) | Ypiranga de Erechim Vice-Campeão da Super Copa Gaúcha de 2016 |
| Taça dos Campeões Cearenses de 2017 | Fortaleza Campeão do Campeonato Cearense de 2016   | 1 – 0              | Guarani de Juazeiro Campeão da Copa Fares Lopes de 2016       |